# Rock psicodèlic
El rock psicodèlic, conegut també com a acid rock, és un estil musical que vol evocar l'estat alterat de la ment provocat per les drogues de tipus al·lucinogen i, més concretament, les experiències provocades per l'LSD. Comença a mitjan anys 60 a la Costa Oest dels Estats Units, concretament a la ciutat de San Francisco.
Sota la influència del moviment hippie i de la filosofia de la generació beat neix la psicodèlia, que ve a definir un estat de percepció sensorial expansiva que proporciona el consum d'àcids. La legalitat d'aquestes drogues n'afavoreix la seva difusió i consum entre els artistes, i aquesta nova percepció es reflecteix tant en el pop art d'Andy Warhol, com en la literatura, amb Jack Kerouac o William Burroughs, i en la música.
Els músics també componen sota els efectes de l'LSD i per a un públic en el mateix estat. Aquest fet, junt amb el desig d'originalitat de la filosofia hippie, produeix una música amb una gran varietat d'estils de tendència avantguardista: s'utilitzen molts efectes de distorsió (el fuzz, el wah-wah o el flanger), es creen nous sons instrumentals gràcies als sintetitzadors electrònics i en el procés de gravació, gràcies als avenços tecnològics, es produeixen diversos efectes com ara ecos, superposicions de cintes, gravacions reproduïdes al revés, intentant crear un ambient al·lucinogen pròxim al que produeix l'LSD. Es fan obres complexes, amb llargs desenvolupaments instrumentals provinents de la improvisació jazzística. Per primer cop, la música pop-rock es pren massivament d'una manera seriosa; el rock deixa de ser música per ballar; ara s'escolta.
Els grups més famosos del rock psicodèlic californià són Jefferson Airplane i Grateful Dead. El nou estil aviat s'estén i apareixen molts grups influenciats per la psicodèlia: The Beach Boys (1966, Pet Sounds), The Byrds, (1966, Eight Miles High), The Doors, 13th Floor Elevators, Blues Magoos, etc. Fins i tot, la seva influència arriba al R&B i al soul amb grups com Sly and the Family Stone.
Encara que el rock psicodèlic neix als Estats Units, a Gran Bretanya també es farà música psicodèlica: The Beatles (1967, Sgt. Pepper's Lonely Hearts Club Band i The Rolling Stones (1967,Their Satanic Majesties Request) editaran discs influïts per aquest estil.
A Catalunya cal destacar el grup Màquina! i músics com Sisa i sobretot Pau Riba.

## Artistes
- Grateful Dead
- Jefferson Airplane
- The Animals (Sky Pilot)
- Arthur Brown
- Tame Impala
- Genesis
- Cream
- The Horrors
- The Doors
- Family
- Iron Butterfly
- The Rolling Stones
- The Beatles (album Sgt. Peppers Lonely Hearts Club Band, 1967)
- Captain Beefheart (album Trout Mask Replica, 1969)
- Frank Zappa & Mothers Of Invention
- Quicksilver Messenger Service
- Jimi Hendrix (Purple Haze)
- Pink Floyd (Syd Barrett)
- Love (àlbum Forever Changes, 1967)
- The Move
- The Beach Boys
- Kaleido Scope
- The Pretty Things
- Small Faces
- Vanilla Fudge
- Velvet Underground
- Wizard
- The Zombies